# Vévodkyně z Aosty

Znak Aostského vévodství

Vévodkyně z Aosty je titul manželky vévody z Aosty, hlavy Aostského vévodství, území v západní výspě italských Alp na hranicích s Francií a Švýcarskem. Aostské vévodství je územně v podstatě shodné s moderním italským regionem Údolí Aosty.

## Historie

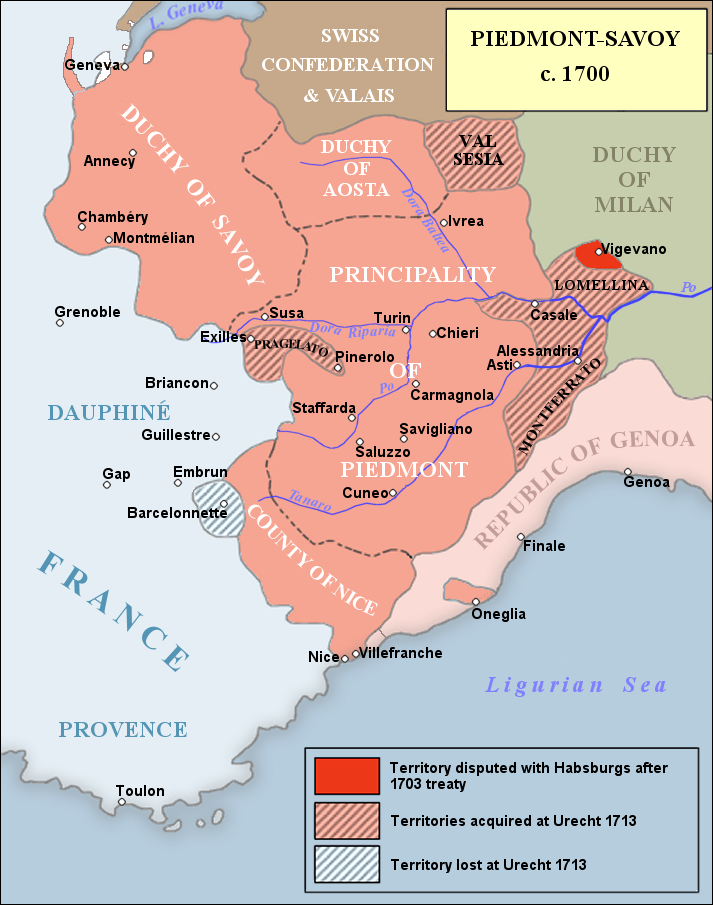
Mapa Aostského vévodství v době panování vévody Viktora Amadea II.

Titul vévody z Aosty byl vytvořen císařem Bedřichem II. ve 13. století a již nějakou dobu ovládal rod Savojských. Titul vévody byl obvykle udělován druhému synovi panovníka, až do vlády Amadea I. (1845–1890), prvního a jediného krále Španělska z rodu Savojských. Amadeus I. byl druhý syn italského krále Viktora Emanuela II. a po většinu svého života byl znám jako vévoda z Aosty. V roce 1870 byl generálními kortesami (španělským parlamentem) zvolen za krále Španělska, v roce 1873 však abdikoval. Vytvořil novou aostskou větev Savojské dynastie, která dosud užívá titulu, ačkoli není právně uznán.
V posledních staletích se vévodkyněmi z Aosty stávaly dcery z královských nebo knížecích rodů. V roce 2021 se novou vévodkyní stala řecká princezna Olga, mladší dcera prince Michaela Řeckého a Dánského.

## Seznam vévodkyň z Aosty
| Obrázek | Jméno                                   | Otec                                                                             | Datum narození     | Sňatek            | Vévodkyní od                            | Vévodkyní do                               | Datum úmrtí       | Manžel           |
| ------- | --------------------------------------- | -------------------------------------------------------------------------------- | ------------------ | ----------------- | --------------------------------------- | ------------------------------------------ | ----------------- | ---------------- |
|         | Marie Tereza Rakouská-Este              | Ferdinand Karel Habsbursko-Lotrinský (Rakouští-Este)                             | 1. listopadu 1773  | 21. dubna 1789    | 21. dubna 1789                          | 4. června 1802 stala se královnou Sardinie | 29. března 1832   | Viktor Emanuel   |
|         | Marie Viktorie dal Pozzo della Cisterna | Karel Emanuel dal Pozzo della Cisterna (dal Pozzo della Cisterna)                | 9. srpna 1847      | 30. května 1863   | 30. května 1863                         | 8. listopadu 1876                          | 8. listopadu 1876 | Amadeus I.       |
|         | Marie Leticie Bonapartová               | Napoleon Jeroným Bonaparte (Bonapartové)                                         | 20. listopadu 1866 | 11. září 1888     | 11. září 1888                           | 18. ledna 1890 úmrtí manžela               | 25. října 1926    | Amadeus I.       |
|         | Helena Orleánská                        | Filip hrabě Pařížský (Orleánští)                                                 | 13. června 1871    | 25. června 1895   | 25. června 1895                         | 4. července 1931 úmrtí manžela             | 21. ledna 1951    | Emanuel Filibert |
|         | Anna Orleánská                          | Jan Orleánský, vévoda z Guise (Orleánští)                                        | 5. srpna 1906      | 5. listopadu 1927 | 4. července 1931 nástup manžela na trůn | 3. března 1942 úmrtí manžela               | 19. března 1986   | Amadeus          |
|         | Irena Řecká a Dánská                    | Konstantin I. Řecký (Glücksburkové)                                              | 13. února 1904     | 1. července 1939  | 3. března 1942 nástup manžela na trůn   | 29. ledna 1948 úmrtí manžela               | 15. dubna 1974    | Aimon            |
|         | Klaudie Orleánská                       | Jindřich Robert Orleánský (Orleánští)                                            | 11. prosince 1943  | 22. července 1964 | 22. července 1964                       | 8. ledna 1987 manželství rozvedeno         | žijící osoba      | Amadeus          |
|         | Silvia Paternò di Spedalotto            | Vincenzo Paternò di Spedalotto, 6. markrabě z Regiovanni (Paternò di Spedalotto) | 31. prosince 1953  | 30. března 1987   | 30. března 1987                         | 1. června 2021 úmrtí manžela               | žijící osoba      | Amadeus          |
|         | Olga Řecká                              | Michael Řecký a Dánský (Glücksburkové)                                           | 17. listopadu 1971 | 27. září 2008     | 1. června 2021 nástup manžela na trůn   | žijící osoba                               | žijící osoba      | Aimone           |